# Cañón de electrones

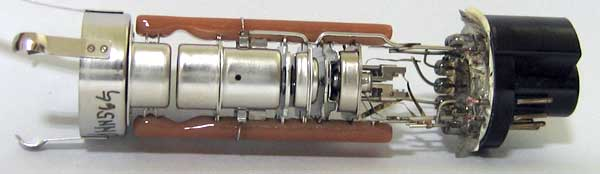
CRT: cañón de electrones monocromático

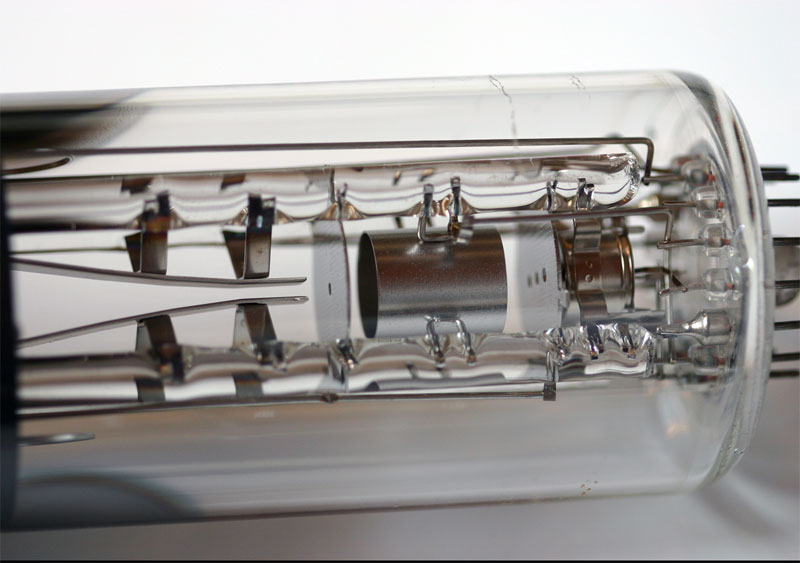
CRT: cañón de electrones de un osciloscopio

Un  cañón de electrones  es el elemento que sirve para generar y dirigir un haz de electrones adecuadamente y con energía suficiente. El cañón de electrones es parte fundamental de un tubo de imagen, de un microscopio electrónico, y la fuente de electrones.

## Partes
El cañón de electrones consta de los siguientes elementos (G1-G2-G3-G4, bautizados tanto  rejas  como  ánodos ):
- Cátodo - calentado indirectamente mediante un filamento espiral, que lo hace emitir electrones por termoemisión.
- G1  (Reja de control o Wehnelt) - es un pequeño cilindro con un orificio, el cilindro rodea cátodo y tiene una relación potencial negativo respecto a él, la diferencia de potencial permite modular la intensidad del haz de electrones, y por tanto el brillo del punto luminoso de un tubo de rayos catódicos.
- G2  (Reja pantalla o Ánodo acelerador) - consta de un electrodo cilíndrico de más diámetro que el G1, acelera el haz de electrones.
- G3  (Ánodo de enfoque) - permite enfocar el haz y que impacte en un área muy pequeña de la pantalla. Es generalmente un cilindro hueco y suele estar conectado a una fuente elevada de tensión variable que sirve para enfocar. El sistema de enfoque es equivalente a las lentes en los sistemas ópticos.
- G4  (Ánodo de astigmatismo-no siempre está) - consta de un electrodo cilíndrico de diferente diámetro que los anteriores, sirve corregir el astigmatismo.

## Nota
- Datos: Q1128174
- Multimedia: Electron guns / Q1128174